# Lagórrachi
Lagórrachi, en grec moderne : Λαγόρραχη, est un village du dème de Kateríni dans le district régional de Piérie, en Macédoine-Centrale, Grèce.
Selon le recensement de 2011, la population du village s'élève à 454 habitants.